# Heidenstein bei Eibenstein

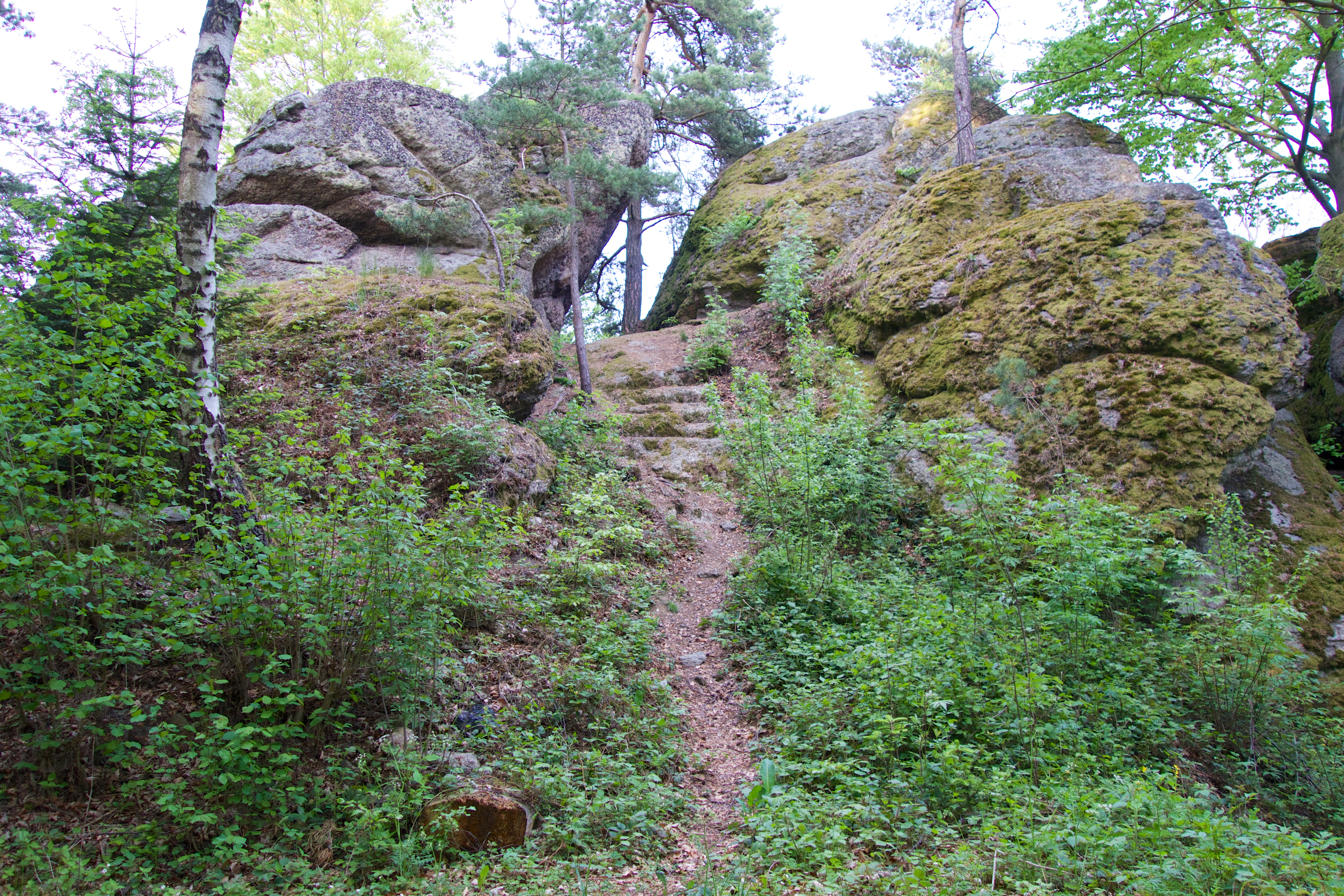
Heidenstein

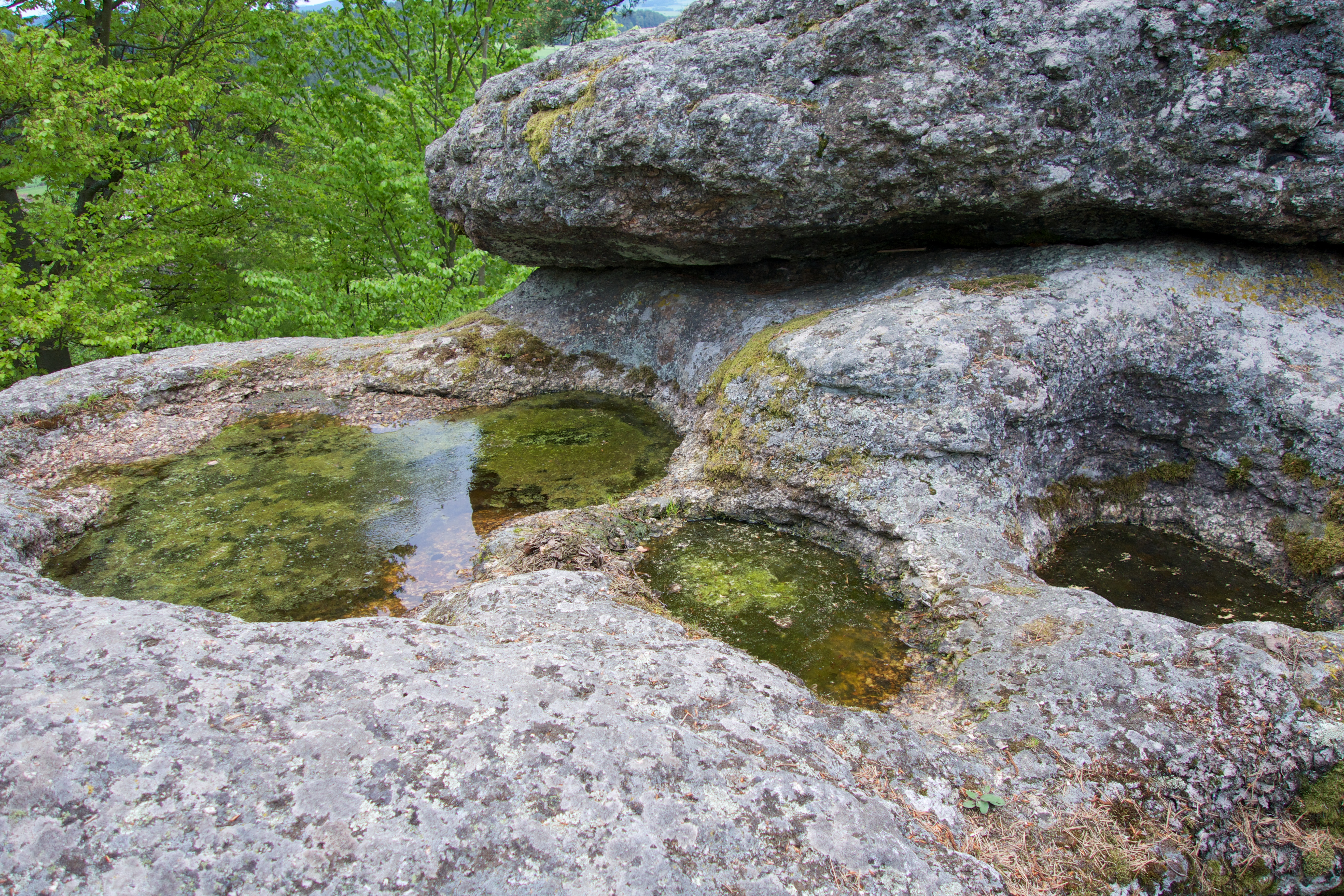
„Opferschalen“

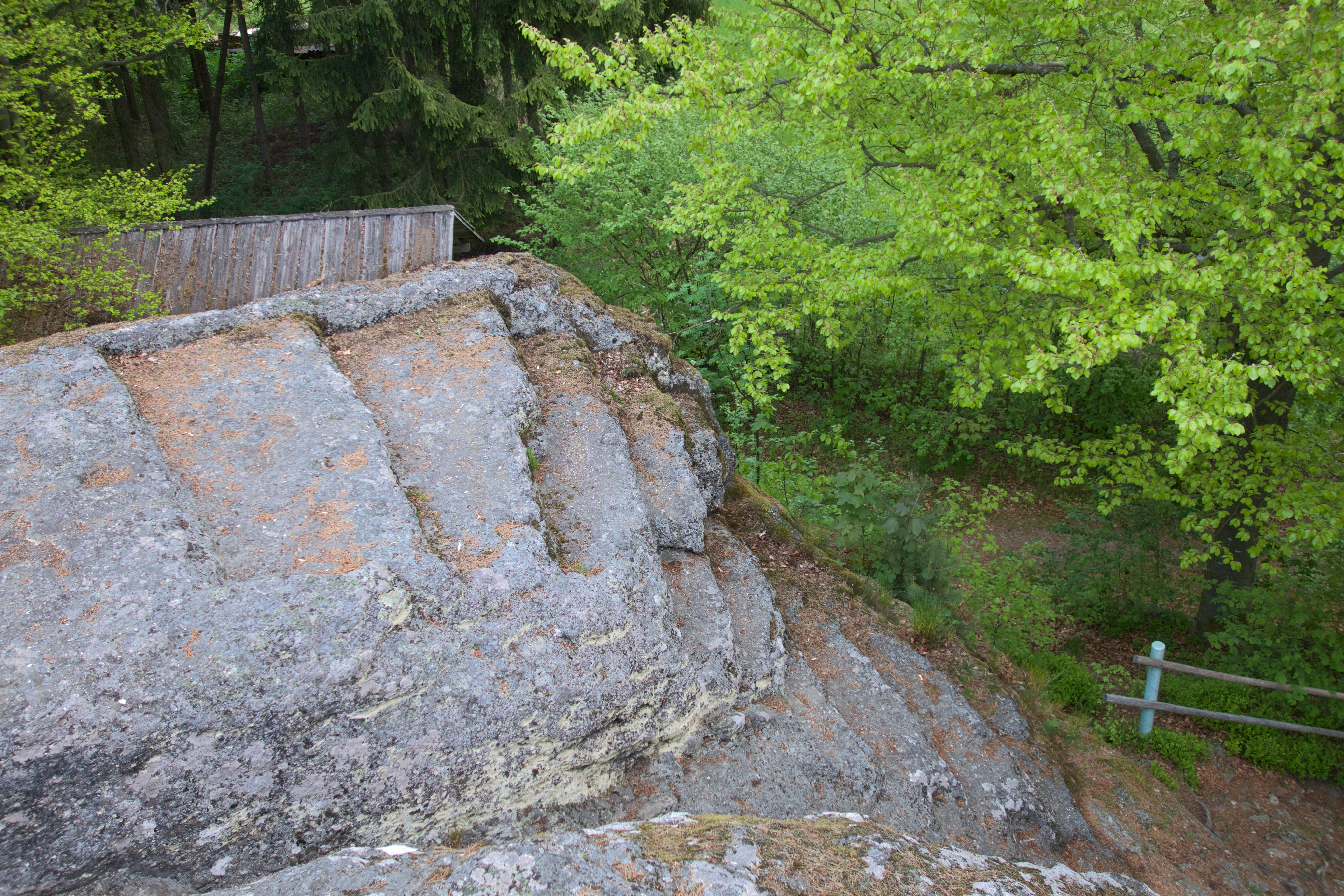
Treppenstufen

Der Heidenstein (auch Eibenstein oder Hoher Stein) liegt am westlichen Ortsrand von Eibenstein in der Marktgemeinde Rainbach im Mühlkreis, Bezirk Freistadt in Oberösterreich. Die Felsformation steht seit 1970 unter Naturdenkmalschutz (Nummer nd654, Listeneintrag).

## Geografie
Die markante Granitformation liegt genau auf der West-Ost-Achse und fast mittig zwischen dem Sternstein (1125 m) im Westen und dem Viehberg (1112 m) im Osten auf einer Höhe von 726 m ü. A. Bei Tagundnachtgleiche geht die Sonne, vom Heidenstein gesehen, genau über dem Viehberg auf und dem Sternstein unter.

## Beschreibung
Die Steingruppe ist nord-südlich ausgerichtet, sie ist etwa 30 Meter lang, 16 Meter breit und 8 bis 13 Meter hoch.
Eine Besonderheit bilden die Stufen unterschiedlicher Höhe und Breite, welche die gesamte Anlage umgeben und auf den ersten Blick verwirrend erscheinen. Bei näherer Betrachtung handelt es sich aber um das Ergebnis einer wohldurchdachten, nach baumeisterlicher Anordnung ausgefertigten Ausmeißelung der Felsens. Bei den vom Land Oberösterreich angeordneten Vermessungen und Untersuchungen, die 1968 von Wladimir Obergottsberger durchgeführt wurden, konnten diese Stufen als Auflagerflächen für 2,5 bis 3 Meter starke Grundmauern ermittelt werden. Es ist nicht geklärt, ob bei diesem Bauvorhaben im 12. oder 13. Jahrhundert eine Wehrkirche oder eine Burganlage entstehen sollte. Vergleichbare Fundamente sind im Mühlviertel bei den Turmburgen von Lobenstein und Lichtenhag zu finden.
Auf der nördlichen Steingruppe befinden sich drei stets wasserführende „Opferschalen“. Die Schalen sind vermutlich profanen Ursprunges und möglicherweise durch Hitzesprengungen entstanden. Vorgeschichtliche Jäger könnten dort in der exponierten Lage ihre Jagdbeute auf offenen Feuerstellen zubereitet und dadurch die Bewohner der umliegenden Siedlungsstellen aufmerksam gemacht haben. Diese brachten vermutlich ihre Feldfrüchte, man speiste gemeinsam, teilte die Wildbeute und tauschte.

## Geschichte
Der Name Eibenstein lässt auf einen vorzeitlichen Kultplatz schließen, galt doch die Eibe als heiliger Baum.
Eine Rolle dürfte auch die Lage des Heidensteins am Linzer Steig gespielt haben. Dieses uralte Netz von Handelswegen führte zwischen der Feldaist im Osten und dem Haselgraben im Westen zur Moldau. Eine Variante verlief dabei entlang des Kettenbaches zwischen Stiftung und Eibenstein.
Im Jahr 1538 wurde am Eibenstein nach längerer Zeit wieder ein „Ehafttaiding“ abgehalten, von welchem eine Handschrift erhalten ist.

## Sagen
Etliche Sagen ranken sich um den Heidenstein. Laut der Sage vom Kirchenbau sei das Baumaterial stets auf den Hügel zu Rainbach verbracht worden, wo letztlich auch die Kirche errichtet wurde. Andere Sagen berichten vom „Fuchtlmandln“, dass der Heidenstein der Rest einer einst von Riesen erbauten Burg sei oder dass dort ein „goldenes Kalb“ (Goldschatz) versteckt gewesen sei.